# Коталипара
Коталипара (бенг. কোটালীপাড়া, англ. Kotalipara) — город и муниципалитет в центральной части Бангладеш, административный центр одноимённого подокруга. Площадь города равна 5,12 км². По данным переписи 2001 года, в городе проживало 4824 человека, из которых мужчины составляли 50,95 %, женщины — соответственно 49,05 %. Плотность населения равнялась 942 чел. на 1 км². Уровень грамотности населения составлял 39,4 % (при среднем по Бангладеш показателе 43,1 %). 